# Discografia dei Ramones

## Album in studio
| Titolo              | Registrato     | Etichetta           | Pubblicato        | US Chart | UK Chart |
| Ramones             | 1975 - 1976    | Sire Records        | 23 aprile 1976    | 111      |          |
| Leave Home          | settembre 1976 | Sire Records        | 10 gennaio 1977   | 148      | 45       |
| Rocket to Russia    | agosto 1977    | Sire Records        | 4 novembre 1977   | 49       | 60       |
| Road to Ruin        | giugno 1978    | Sire Records        | 22 settembre 1978 | 103      | 32       |
| End of the Century  | maggio 1979    | Sire Records        | 4 febbraio 1980   | 44       | 14       |
| Pleasant Dreams     | marzo 1981     | Sire Records        | 29 giugno 1981    | 58       | /        |
| Subterranean Jungle | dicembre 1982  | Sire Records        | 4 febbraio 1983   | 44       | /        |
| Too Tough to Die    | giugno 1984    | Sire Records        | ottobre 1984      | 171      | 63       |
| Animal Boy          | dicembre 1985  | Sire Records        | 19 maggio 1986    | 143      | 38       |
| Halfway to Sanity   | aprile 1987    | Sire Records        | 15 settembre 1987 | 172      | 78       |
| Brain Drain         | dicembre 1988  | Sire Records        | 23 maggio 1989    | 122      | 75       |
| Mondo Bizarro       | febbraio 1992  | Radioactive Records | 1º settembre 1992 | 190      | /        |
| Acid Eaters         | agosto 1993    | Radioactive Records | dicembre 1993     | 179      | /        |
| ¡Adios Amigos!      | gennaio 1995   | Radioactive Records | 18 luglio 1995    | 148      | 62       |

## Live
| Titolo               | Registrato        | Etichetta           | Pubblicato       | US Chart | UK Chart |
| It's Alive           | 31 dicembre 1977  | Sire Records        | aprile 1979      | /        | 27       |
| Loco Live            | 1991              | Chrysalis Records   | 1991             |          |          |
| Greatest Hits Live   | 28 febbraio 1996  | Radioactive Records | 18 giugno 1996   |          |          |
| We're Outta Here!    | 6 agosto 1996     | Eagle Rock          | 18 novembre 1997 |          |          |
| You Don't Come Close | 13 settembre 1978 | Dynamic Italy       | 15 maggio 2001   |          |          |
| NYC 1978             | 7 gennaio 1978    | King Biscuit        | 19 agosto 2003   |          |          |

## Compilation
| Data            | Titolo                                      | Etichetta          | Classifica US | Classifica UK |
| --------------- | ------------------------------------------- | ------------------ | ------------- | ------------- |
| 31 maggio 1988  | Ramones Mania                               | Sire Records       | numero 168    | -             |
| 31 maggio 1990  | All the Stuff (And More!) Volume 1          | Sire Records       | -             | -             |
| settembre 1990  | All the Stuff (And More!) Volume 2          | Sire Records       | -             | -             |
| 30 agosto 1991  | Gabba Gabba Hey: A Tribute to the Ramones   | Triple X Records   | -             | -             |
| 20 luglio 1999  | Hey Ho! Let's Go: The Anthology             | Sire Records       | -             | numero 74     |
| aprile 2000     | Ramones Mania vol.2                         | Sire Records       | -             | -             |
| 23 aprile 2001  | Masters of Rock: Ramones                    | EMI International  | -             | -             |
| 28 maggio 2002  | Best of the Chrysalis Years                 | EMI International  | -             | -             |
| 2 luglio 2002   | The Song Ramones the Same                   | White Jazz Records | -             | -             |
| 28 agosto 2002  | The Chrysalis Years                         | EMI International  | -             | -             |
| 15 ottobre 2002 | Loud, Fast Ramones: Their Toughest Hits     | Sire Records       | -             | -             |
| 2003            | We're a Happy Family - A Tribute to Ramones | Columbia           | numero 43     | -             |
| 25 maggio 2004  | The Best of The Ramones                     | Disky              | -             | -             |
| 16 agosto 2005  | Weird Tales of the Ramones                  | Rhino Records      | numero 10     | -             |
| 3 giugno 2006   | Greatest Hits                               | Rhino Records      | -             | -             |

## Album tributo di altri artisti
- 1991 - Gabba Gabba Hey: A Tribute to the Ramones (AA. VV.)
- 1992 - Ramones (degli Screeching Weasel)
- 1996 - End of the Century (dei Boris the Sprinkler)
- 1994 - Rocket to Russia (dei The Queers)
- 1998 - Road to Ruin (di The Mr. T Experience)
- 1998 - Leave Home (dei The Vindictives)
- 2003 - We're a Happy Family - A Tribute to Ramones (AA. VV.)
- 2023 - Pleasant Dreams (dei Beatnik Termites)

## Singoli
| Anno | Titolo                                                                          | Album               | Classifica US | Classifica UK |
| ---- | ------------------------------------------------------------------------------- | ------------------- | ------------- | ------------- |
| 1976 | Blitzkrieg Bop/Havana Affair                                                    | Ramones             | -             | -             |
| 1976 | I Wanna Be Your Boyfriend b/w I Don't Wanna Walk Around With You                | Ramones             | -             | -             |
| 1977 | I Remember You b/w California Sun                                               | Leave Home          | -             | -             |
| 1977 | Sheena Is a Punk Rocker/I Don't Care                                            | Rocket to Russia    | 81            | 22            |
| 1977 | Swallow My Pride/Pinhead                                                        | Leave Home          | -             | 36            |
| 1977 | Rockaway Beach/Locket Love                                                      | Rocket to Russia    | 66            | -             |
| 1978 | Do You Wanna Dance? b/w It's a Long Way Back to Germany                         | Rocket to Russia    | 86            | -             |
| 1978 | Don't Come Close b/w I Don't Want You                                           | Road to Ruin        | -             | 39            |
| 1978 | Needles and Pins b/w I Wanted Everything                                        | Road to Ruin        | -             | -             |
| 1979 | She's the One b/w I Wanna Be Sedated                                            | Road to Ruin        | -             | -             |
| 1979 | Rock 'n' Roll High School b/w I Want You Around                                 | Road to Ruin        | -             | 67            |
| 1980 | Baby, I Love You b/w High Risk Insurance                                        | End of the Century  | -             | 8             |
| 1980 | Do You Remember Rock 'n' Roll Radio? b/w Let's Go                               | End of the Century  | -             | 54            |
| 1981 | We Want the Airwaves b/w You Sound Like You're Sick                             | Pleasant Dreams     | -             | -             |
| 1981 | She's a Sensation b/w All's Quiet on the Eastern Front                          | Pleasant Dreams     | -             | -             |
| 1983 | Psycho Therapy b/w My-My Kind of a Girl                                         | Subterranean Jungle | -             | -             |
| 1983 | Time Has Come Today b/w Outsider                                                | Subterranean Jungle | -             | -             |
| 1984 | Howling at the Moon (Sha-La-La) b/w Smash You                                   | Too Tough to Die    | -             | 85            |
| 1985 | Chasing the Night b/w Daytime Dilemma (Dangers of Love)                         | Too Tough to Die    | -             | 85            |
| 1985 | My Brain Is Hanging Upside Down (Bonzo Goes to Bitburg) b/w Street Fighting Man | Animal Boy          | -             | 81            |
| 1986 | Something to Believe In/Somebody Put Something In My Drink                      | Animal Boy          | -             | 69            |
| 1986 | Something to Believe In b/w Love Kills                                          | Animal Boy          | -             | -             |
| 1986 | Crummy Stuff b/w She Belongs to Me                                              | Animal Boy          | -             | 98            |
| 1987 | A Real Cool Time b/w Life Goes On                                               | Halfway to Sanity   | -             | 85            |
| 1987 | I Wanna Live b/w Merry Christmas (I Don't Want to Fight Tonight)                | Halfway to Sanity   | -             | -             |
| 1989 | Pet Sematary b/w All Screwed Up                                                 | Brain Drain         | 4             | -             |
| 1989 | I Believe in Miracles b/w Zero Zero UFO                                         | Brain Drain         | -             | -             |
| 1992 | Poison Heart b/w Censorshit                                                     | Mondo Bizarro       | 6             | 69            |
| 1992 | Strength to Endure b/w The Ballad of Tipper Gore                                | Mondo Bizarro       | -             | -             |
| 1993 | Touring b/w Cabbies on Crack                                                    | Mondo Bizarro       | -             | -             |
| 1993 | Journey to the Center of the Mind b/w Surfin' Safari                            | Acid Eaters         | -             | -             |
| 1993 | Substituteb/w Can't Seem to Make You Mine                                       | Acid Eaters         | -             | -             |
| 1994 | 7 and 7 Is b/w Out of Time                                                      | Acid Eaters         | -             | -             |
| 1995 | I Don't Want to Grow Up b/w R.A.M.O.N.E.S.                                      | ¡Adios Amigos!      | 30            | -             |

## Cronologia
- Ramones
- Leave Home
- Rocket to Russia
- Road to Ruin
- It's Alive
- End of the Century
- Pleasant Dreams
- Subterranean Jungle
- Too Tough to Die
- Animal Boy
- Halfway to Sanity
- Ramones Mania
- Brain Drain
- All the Stuff (And More!) Volume 1
- All the Stuff (And More!) Volume 2
- Loco Live
- Gabba Gabba Hey: A Tribute to the Ramones
- Mondo Bizarro
- Acid Eaters
- ¡Adios Amigos!
- Greatest Hits Live
- We're Outta Here!
- Hey Ho! Let's Go: The Anthology
- Ramones Mania vol.2
- Masters of Rock: Ramones
- You Don't Come Close
- Best of the Chrysalis Years
- Chrysalis Anthology
- Loud, Fast Ramones: Their Toughest Hits
- The Song Ramones the Same
- NYC 1978
- We're a Happy Family - A Tribute to Ramones
- The Best of The Ramones
- Weird Tales of the Ramones
- Greatest Hits

## Videografia
- Rock 'n' Roll High School (1979)
- Lifestyles of the Ramones (1990)
- We're Outta Here! (1997)
- Ramones - Around the World (1998)[19][20]
- End of the Century: The Story of the Ramones (2003)
- Ramones: Raw (2004)
- Too Tough to Die: a Tribute to Johnny Ramone (2006)[21]
- It's Alive 1974-1996 (2007)